# Eriocaulon sessile
Eriocaulon sessile är en gräsväxtart som beskrevs av Robert Desmond Meikle. Eriocaulon sessile ingår i släktet Eriocaulon och familjen Eriocaulaceae. Inga underarter finns listade i Catalogue of Life.